# Loxosceles alicea
Espèce
Loxosceles alicea est une espèce d'araignées aranéomorphes de la famille des Sicariidae.

## Distribution
Cette espèce est endémique de la région de Huánuco au Pérou. Elle se rencontre vers Acomayo.

## Description
La femelle holotype mesure 11,0 mm.

## Systématique et taxinomie
Cette espèce a été décrite par Gertsch en 1967. Elle est placée en synonymie avec Loxosceles rufescens par Zamani, Mirshamsi et Marusik en 2021. Elle est relevée de synonymie par Dupérré, Harms, Crespo-Pérez et Tapia en 2024.

## Publication originale
- (en) Gertsch, 1967 : « The spider genus Loxosceles in South America (Araneae, Scytodidae). » Bulletin of the American Museum of Natural History, vol. 136, no 3, p. 117-174 (texte intégral).